# Selenidium echinatum
Selenidium echinatum is een soort in de taxonomische indeling van de Myzozoa, een stam van microscopische parasitaire dieren. Het organisme komt uit het geslacht Selenidium en behoort tot de familie Selenidiidae. Selenidium echinatum werd in 1899 ontdekt door Caullery & Mesnil.